# Men of the Midlands 1972
Das Men of the Midlands war ein professionelles Snooker-Einladungsturnier, das 1972 im Rahmen der Saison 1971/72 an verschiedenen Orten in England als Liga gespielt wurde. Sieger wurde Alex Higgins mit einem Finalsieg über John Spencer.

## Preisgeld
Gesponsert wurde das Turnier vom Unternehmen M & B. Insgesamt wurden 825 Pfund Sterling ausgeschüttet.
|              | Preisgeld |
| ------------ | --------- |
| Sieger       | 300 £     |
| Finalist     | 225 £     |
| Halbfinalist | 150 £     |
| Insgesamt    | 825 £     |

## Turnierverlauf
Es nahmen acht Spieler teil, die zu einer anfänglichen Gruppenphase in zwei Gruppen je vier Spieler aufgeteilt wurden. Die Gruppen spielten ein einfaches Rundenturnier aus. Je Gruppe kamen die besten zwei Spieler ins Halbfinale, ab dem dann der Sieger im K.-o.-System ermittelt wurde. Jedes Spiel wurde im Modus Best of 7 Frames ausgetragen.

### Gruppenphase
Gruppe A
| Pos. | Spieler                  | Partien | S | N | Frames | Diff. |
| ---- | ------------------------ | ------- | - | - | ------ | ----- |
| 1    | Alex Higgins             | 3       | 3 | 0 | 12:2   | +10   |
| 2    | Ray Reardon              | 3       | 1 | 2 | 6:8    | −2    |
| 3    | Ernest Geoffrey Thompson | 3       | 1 | 2 | 6:9    | −3    |
| 4    | David Taylor             | 3       | 1 | 2 | 5:10   | −5    |

| Spiel | Spieler 1                | Ergebnis | Spieler 2                |
| ----- | ------------------------ | -------- | ------------------------ |
| 1     | Ernest Geoffrey Thompson | 14:14    | Ray Reardon              |
| 2     | Alex Higgins             | 14:14    | David Taylor             |
| 3     | Alex Higgins             | 04:04    | Ernest Geoffrey Thompson |
| 4     | Alex Higgins             | 14:14    | Ray Reardon              |
| 5     | Ray Reardon              | 04:04    | David Taylor             |
| 6     | David Taylor             | 24:24    | Ernest Geoffrey Thompson |

Gruppe B
| Pos. | Spieler      | Partien | S | N | Frames | Diff. |
| ---- | ------------ | ------- | - | - | ------ | ----- |
| 1    | John Spencer | 3       | 3 | 0 | 12:6   | +6    |
| 2    | Jackie Rea   | 3       | 2 | 1 | 10:7   | +3    |
| 3    | Graham Miles | 3       | 1 | 2 | 10:7   | +3    |
| 4    | John Pulman  | 3       | 0 | 3 | 1:12   | −11   |

| Spiel | Spieler 1    | Ergebnis | Spieler 2    |
| ----- | ------------ | -------- | ------------ |
| 1     | Graham Miles | kl.      | John Pulman  |
| 2     | Jackie Rea   | 34:34    | Graham Miles |
| 3     | Jackie Rea   | kl.      | John Pulman  |
| 4     | John Spencer | 34:34    | Graham Miles |
| 5     | John Spencer | 24:24    | Jackie Rea   |
| 6     | John Spencer | 14:14    | John Pulman  |

Play-off Gruppe B
| Spiel | Spieler 1    | Ergebnis | Spieler 2  |
| ----- | ------------ | -------- | ---------- |
| 1     | Graham Miles | 24:24    | Jackie Rea |
| 2     | Graham Miles | 34:34    | Jackie Rea |

### Finalrunde
|  | Halbfinale Best of 7 Frames | Halbfinale Best of 7 Frames |              |              | Finale Best of 7 Frames | Finale Best of 7 Frames |
|  |                             |                             |              |              |                         |                         |
|  |                             |                             |              |              |                         |                         |
|  | Alex Higgins                | 4                           |              |              |                         |                         |
|  | Ray Reardon                 | 1                           |              |              |                         |                         |
|  |                             |                             | Alex Higgins | 4            |                         |                         |
|  |                             |                             |              | John Spencer | 2                       |                         |
|  | John Spencer                | 4                           |              |              |                         |                         |
|  | Graham Miles                | 0                           |              |              |                         |                         |
|  |                             |                             |              |              |                         |                         |

### Finale
| Finale: Best of 7 Frames , England, 1972      |                |              |
| Alex Higgins                                  | 4:2            | John Spencer |
| 57:47, 50:71, 70:37, 71:48, 28:77 (58), 84:37 |                |              |
| –                                             | Höchstes Break | 58           |
| –                                             | Century-Breaks | –            |
| –                                             | 50+-Breaks     | 1            |